# 范鎡
范鎡（？—？），華陽（今四川成都）人。北宋文學家范鎮之兄長，另有一兄弟范鍇及有一遺腹子范百常。

## 生平
范鎡在范鎮四歲時（即公元1011年）失去雙親，三兄弟成為孤兒，范鎮跟隨兩位兄長學習。范鎡在隴城身故，過身時並無子女，但范鎮聽聞范鎡在外有一遺腹子，范鎮當時仍未被任命成為官員，所以就四處尋覓，最終在兩年之後尋獲。